# Adelasterias
Adelasterias is een geslacht van zeesterren uit de familie Asteriidae.

## Soort
- Adelasterias papillosa (Koehler, 1906)